# Peninsula / Félsziget Festival
Peninsula / Félsziget Festival – jeden z największych festiwali muzycznych w Rumunii, który odbywa się w lipcu lub sierpniu w Klużu-Napoce (Siedmiogród) od 2003 roku.

## Headline
| Rok  | Line-up |
| ---- | --- |
| 2010 | - Wielka Brytania – Tricky - Stany Zjednoczone – KoЯn - Finlandia – The Rasmus - Szwecja – Europe - Holandia – Fedde le Grand - Hiszpania – Ska-P - Wielka Brytania – Above & Beyond - Wielka Brytania – Sub Focus - Holandia – Noisia - Francja – Babylon Circus - Argentyna – Hernan Cattaneo - Austria – Parov Stelar - Wielka Brytania – Gorillaz - Wielka Brytania – Therapy? - Serbia – Félix Lajkó |
| 2009 | - Wielka Brytania – The Prodigy - Stany Zjednoczone – Nine Inch Nails - Holandia – Tiësto - Wielka Brytania – Freestylers - Węgry – Tankcsapda - Węgry – Neo - Niemcy – Booka Shade - Niemcy – Blank & Jones - Austria – Parov Stelar - Wielka Brytania – Primal Scream - Węgry – Kispál és a Borz |
| 2008 | - Niemcy – Avantasia - Wielka Brytania – Morcheeba - Niemcy – Beatsteaks - Holandia – Epica - Stany Zjednoczone – LTJ Bukem & MC Conrad - Węgry – Tankcsapda - Węgry – Subscribe - Węgry – Republic - Węgry – 30Y - Węgry – Kalapács - Rumunia – The Mushroom Story - Węgry – Ektomorf - Rumunia – Vama - Rumunia – Fading Circles - Rumunia – Vita de Vie - Rumunia – Altar - Rumunia – Nightlosers      |
| 2007 | - Norwegia – Theatre of Tragedy - Wielka Brytania – Kosheen - Francja – Gojira - Wielka Brytania – The Exploited - Węgry – Tankcsapda - Węgry – Kispál és a Borz - Rumunia – Vita de Vie - Rumunia – Altar - Węgry – Ossian - Węgry – Depresszió - Węgry – Ákos - Węgry – Quimby - Stany Zjednoczone – Gogol Bordello                                                                                     |
| 2006 | - Finlandia – The Rasmus - Węgry – Moby Dick - Węgry – Bikini - Węgry – Tankcsapda - Rumunia – Phoenix - Rumunia – Altar |
| 2005 | - Finlandia – Apocalyptica - Wielka Brytania – Freestylers - Węgry – Tankcsapda - Węgry – Ossian |
| 2004 | - Wielka Brytania – Chumbawamba - Węgry – Republic - Węgry – Moby Dick - Węgry – Tankcsapda |
| 2003 | |